# Genaro Góngora Pimentel
Genaro David Góngora Pimentel (Chihuahua, Chihuahua; 8 de septiembre de 1937), más conocido como Genaro Góngora Pimentel es un abogado mexicano que se desempeñó como presidente de la Suprema Corte de Justicia de la Nación, y por consiguiente, presidente del Consejo de la Judicatura Federal, del 4 de enero de 1999 al 31 de diciembre de 2002.
Fue nombrado por Ernesto Zedillo para ser ministro de la Suprema Corte de Justicia de la Nación, cargo que ocupó de 1995 al 2009 

## Datos personales
Nacido en Chihuahua, Chihuahua, el 8 de septiembre de 1937, estudió derecho en la Ciudad de México, en la Universidad Nacional Autónoma de México, en donde se graduó como abogado el 1 de octubre de 1963. En la misma universidad, obtuvo el doctorado en derecho el 5 de diciembre del 2006.
De 1969 a 1995, se desempeñó como funcionario judicial. Entre los cargos del Poder Judicial que ejerció, estuvieron los de Secretario de Estudio y Cuenta, adscrito al Pleno de la Suprema Corte de Justicia de la Nación; Juez de Distrito en Materia Administrativa en el Distrito Federal, de 1972 a 1978; magistrado en el Tribunal Colegiado del Quinto Circuito, con residencia en Hermosillo, Sonora, de marzo a julio de 1978), en el Tercer Tribunal Colegiado en Materia Civil y en el Tercer Tribunal Colegiado en Materia Administrativa, ambos en el Primer Circuito de 1978 a 1995.
En 1995, el entonces presidente de México Ernesto Zedillo Ponce de León lo propuso como Ministro del máximo tribunal. Fue ratificado por el Senado de la República el 26 de enero de 1995.
En enero de 1999 fue elegido por el Pleno de la Corte como su presidente, para suceder en el cargo a José Vicente Aguinaco Alemán. Asumió el cargo el 4 de enero de aquel año, hasta el 2 de enero de 2003, cuando en su lugar alcanzó la presidencia de la Corte Mariano Azuela Güitrón.
Durante su desempeño, superando la presión que en su contra ejercieron tanto el gobierno mexicano (de corte conservador), el clero católico y diversos grupos de activistas, la Suprema Corte de Justicia determinó la constitucionalidad de las reformas aprobadas por la Asamblea Legislativa del Distrito Federal, relativas a la despenalización del aborto dentro de las primeras doce semanas de gestación. Esta decisión generó todo tipo de ataques virulentos contra los ministros pro abortistas, entre los cuales destacó Góngora Pimentel.
Terminó su gestión como ministro en funciones el 1 de diciembre de 2009, retirándose a la docencia y al litigio, sabiéndose que intervino en el litigio de la Cooperativa la Cruz Azul S.C.L.En su puesto fue sustituido por el abogado Arturo Zaldívar Lelo de Larrea.

## Trayectoria académica
Por más de cuarenta años maestro de derecho marítimo, derecho mercantil y derecho de amparo en la Facultad de Derecho de la Universidad Nacional Autónoma de México, y de derecho fiscal, en la Universidad Anáhuac; asimismo, ha impartido clases en el Instituto de Especialización Judicial, ahora Instituto de la Judicatura del Poder Judicial de la Federación.[cita requerida]
Conferencista en diversas universidades, institutos, escuelas, barras y órganos jurisdiccionales nacionales e internacionales, entre los que se cuentan: UNAM, Universidad Anáhuac, Universidad Iberoamericana, Escuela Libre de Derecho, Universidad La Salle, Instituto Tecnológico y de Estudios Superiores de Monterrey, CIDE, y en las universidades autónomas de: Puebla, Tabasco, Colima, Zacatecas, Nuevo León, de la Laguna, Baja California, Chihuahua; Facultad Libre de Derecho de Monterrey; escuelas de derecho de: Aragón, Acatlán, Sinaloa, Morelos; institutos de la  Judicatura Federal y de Investigaciones Jurídicas, de la UNAM; Barra Mexicana de Abogados y Colegio de Abogados, American Bar Association; Centro de Estudios de Abogados Constitucionalistas, Colegio de Abogados Constitucionalistas, de Profesores de Garantías y Amparo, de Secretarios de la SCJN, de la Defensa Nacional; Tribunales Federales de Justicia Fiscal y Administrativa, Conciliación y Arbitraje; Tribunales de Justicia de Oaxaca, Tlaxcala, Puebla, Distrito Federal y de lo Contencioso Administrativo de Guanajuato; Despachos como Basham, Ringe y Correa, S.C.
También ha sido conferencista en las Universidades de Harvard en Cambridge, Massachusetts y de Georgetown en Washington D. C.; de Belgrano y Católica de Salta, República de Argentina. 
Ponente en las cumbres de Presidentes de Tribunales y Cortes Supremas en Madrid (1997), Zacatecas (1999), Panamá (2001) y Tenerife (2001), así como en la cumbre de Presidentes de Consejos de la Judicatura en Barcelona (2001).
El ministro Góngora Pimentel obtuvo la Presea Tepantlato, que otorga la Universidad Tepantlato a los servidores públicos destacados de México, por Mérito al Servidor Público, Jurista y Académico, en 2002.

## Acusaciones de tráfico de influencia
El 22 de mayo de 2013 el equipo de noticias de Carmen Aristegui dio a conocer una investigación por el periodista Juan Omar Fierro en la que se "encontró indicios de “tráfico de influencias” en la rapidez con la que jueces del Distrito Federal –con los que Góngora Pimentel tendría una amistad– encarcelaron a la madre de dos hijos del exministro. La señora fue privada de su libertad por un año bajo acusaciones de "fraude genérico" por parte del exministro, posteriormente a que este fuese denunciado por no otorgar una pensión alimentaria a sus hijos.

## Publicaciones

### Individuales
- Góngora Pimentel, Genaro David. Introducción al estudio del Juicio de Amparo. México: Porrúa. ISBN 9789684523906.
- —. La suspensión en materia administrativa. México: Porrúa.
- — (2000). El Derecho que tenemos: La Justicia que Esperamos. México: Laguna. ISBN 968-7772-12-3.
- — (2004). Evolución del Secuestro en México y las decisiones del Poder Judicial de la Federación en la materia. México: Porrúa. ISBN 970-07-4554-6.
- — (2005). El Veto al Presupuesto de Egresos de la Federación. México: Porrúa. ISBN 970-07-6141-X.
- — (2007). El Voto Jurisdiccional y mi disenso en el Máximo Tribunal. México.
- — (2007). La lucha por el Amparo Fiscal. México. ISBN 978-970-07-7563-0.
- — (2009). Las costumbres del poder. El caso Lydia Cacho. México: Porrúa. ISBN 9786079001063.
- — (2009). De quién es la vida. México: Instituto Nacional de Ciencias Penales. ISBN 9789707681118.

### En colaboración
- — y Acosta Romero, Miguel (1984). Constitución Política de los Estados Unidos Mexicanos. Legislación, jurisprudencia y doctrina. México: Porrúa.
- — y Acosta Romero, Miguel (1984). Ley de Amparo: legislación, jurisprudencia, doctrina. México: Porrúa.
- — y Acosta Romero, Miguel. Código Federal de Procedimientos Civiles. Ley Orgánica del Poder Judicial Federal. Legislación, jurisprudencia y doctrina. México: Porrúa.

En coautoría con la Magistrada María Guadalupe Saucedo Zavala se cuentan:
- “La Suspensión del Acto Reclamado. Compilación alfabética de tesis jurisprudenciales y precedentes” 7.ª ed. 2005.
- “Ley de Amparo. Doctrina Jurisprudencial” en dos tomos y cuatro volúmenes, 6.ª ed. 2001, actualizado el tomo I, primera y segunda parte, en una 7.ª ed. 2004.

Invitado por la XLVI Legislatura del Congreso mexicano a integrar los comentarios, antecedentes e historia legislativa del articulado constitucional en la publicación del Congreso denominada "Derechos del pueblo mexicano. México a través de sus Constituciones". 
Desde 1981, participa en la elaboración del Diccionario Jurídico Mexicano en la materia mercantil, editado por el Instituto de Investigaciones Jurídicas de la UNAM.
En 2005, con motivo de la instalación del Círculo de Estudios Jurídicos Genaro Góngora Pimentel, ha contribuido en la compilación de una serie de análisis publicados como El Quehacer Jurídico y la Judicatura. 
Colaboración en el Diccionario Crítico El Derecho Penal a juicio con la voz Secuestro, INACIPE 2008.
Estudio Introductorio en la obra facsimilar de Silvestre Moreno Cora editada por la Suprema Corte de Justicia de la Nación: "Tratado del Juicio de Amparo conforme a las Sentencias de los Tribunales Federales, 2008".
Además de innumerables artículos y ensayos publicados en diversas revistas especializadas nacionales y extranjeras.